# بلبل معمولی
بلبل معمولی (نام علمی: Pycnonotus barbatus) عضوی از خانوادهٔ بلبلان از پرندگان گنجشک‌سان است. در شمال شرق، شمال، غرب و مرکز آفریقا یافت می‌شود. این گونه از میوه، شهد، دانه و حشرات می‌خورد.
پنج زیرگونه شناخته شده است.

## پراکندگی و زیستگاه

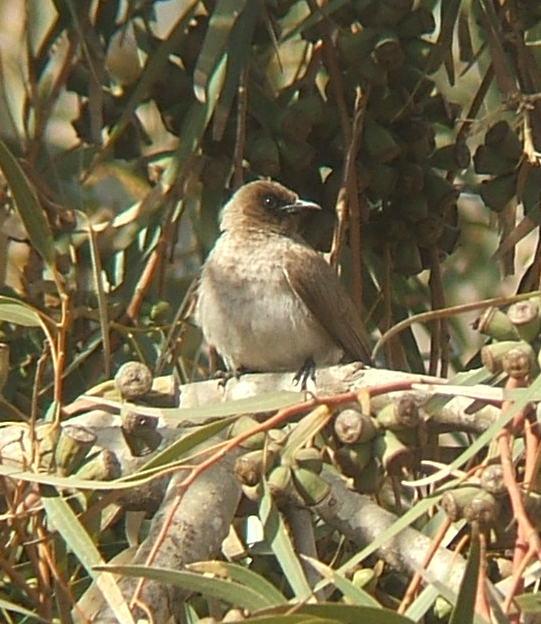
بلبل معمولی در پارک ملی مراکش

این گونه یک زادآور رایج ساکن در بیشتر آفریقا است و اخیراً در جنوب اسپانیا در تاریفا یافت شده است. در جنگل‌ها، بوته‌های ساحلی، لبه‌های جنگل، بوته‌های رودخانه‌ای، درختچه‌های کوهستانی و در زیستگاه‌های کشاورزی آمیخته یافت می‌شود. همچنین در بیشه‌ها، باغ‌ها و پارک‌های گونه‌های بیگانه یافت می‌شود.

## نگارخانه

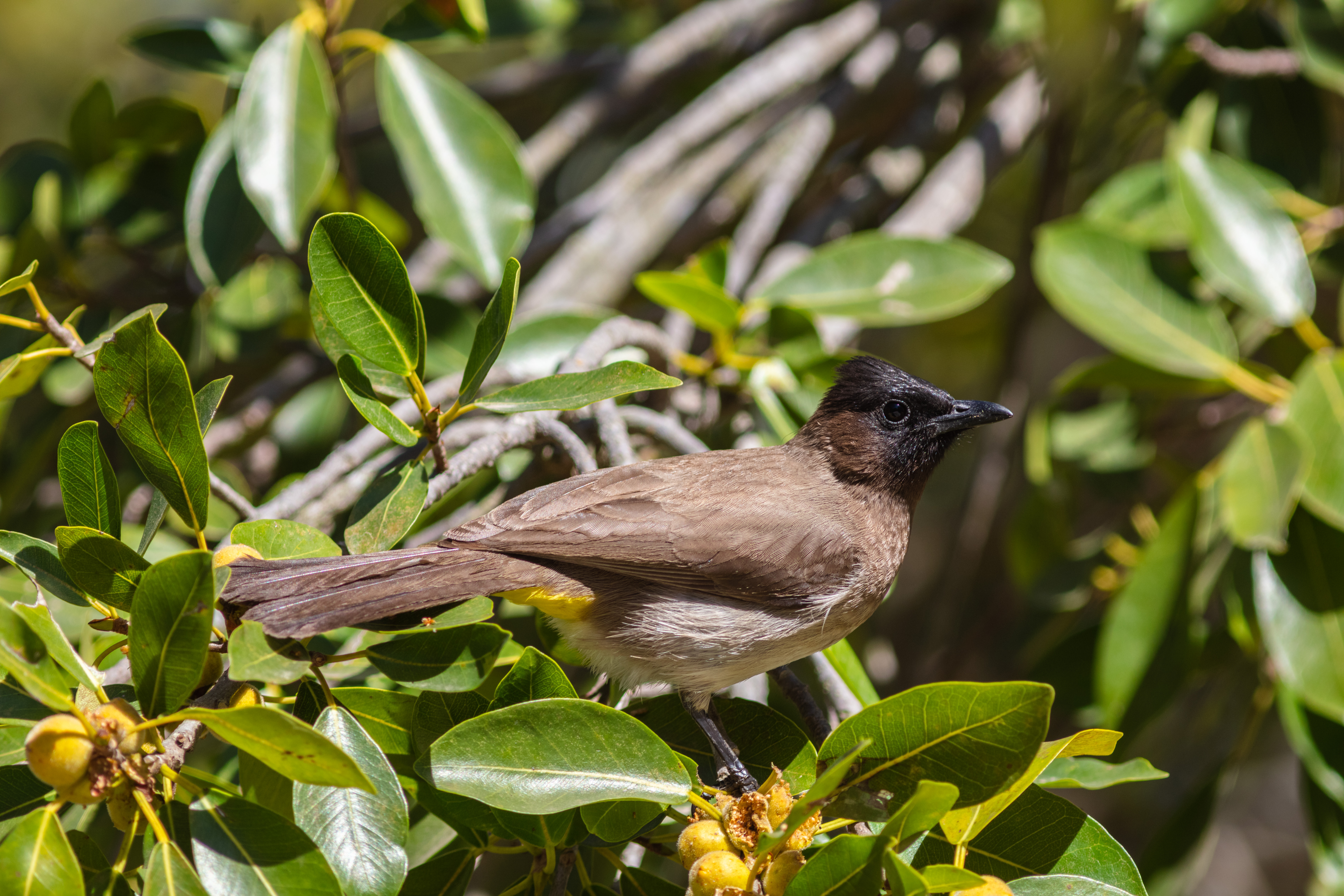
نمونه در پارک ملی کروگر، آفریقای جنوبی
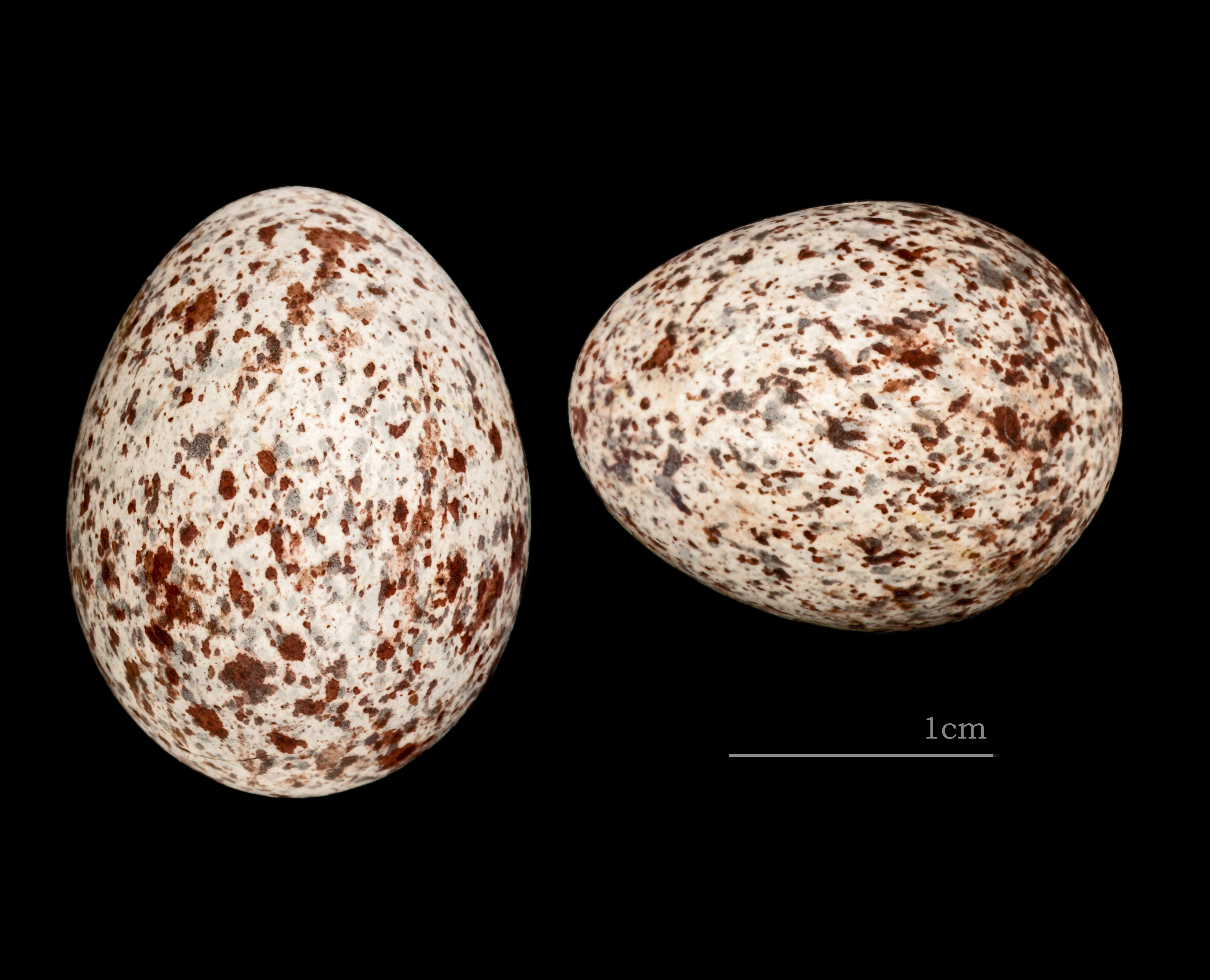
تخم Pycnonotus barbatus inornatus MHNT